# ایونا آواگیان
ایونا تسولاکی آواگیان (ارمنی: Իոննա Ցոլակի Ավագյան؛ انگلیسی: Ionna Avagyan؛ ۲۷ ژانویهٔ ۱۹۴۰ - ۱۷ مهٔ ۲۰۱۱) قوم‌نگاری اهل ارمنستان بود.

## زندگی‌نامه
وی در ۲۷ ژانویهٔ ۱۹۴۰ در ایروان به دنیا آمد و از مدرسه شماره ۱۹ نیکول آقبالیان (۱۹۴۸–۱۹۵۸) دانشگاه دولتی علوم پرورشی خاچاطور آبوویان ارمنستان (۱۹۵۹) فارغ‌التحصیل گشت. وی از سال ۱۹۶۵ در موزه تاریخ ارمنستان فعالیت می‌کرد. وی در ۱۷ مهٔ ۲۰۱۱ در سن ۷۱ سالگی در ایروان درگذشت